# Парламентские выборы на острове Мэн (2016)
Парламентские выборы на острове Мэн 2016 года прошли 22 сентября. Независимые политики заняли 21 место из 24 в Палате ключей, нижней палате мэнского парламента — Тинвальда. Было избрано рекордное в истории острова Мэн число женщин (5 или 21 %).

## Избирательная система
После внесения накануне выборов изменений в избирательную систему 24 члена Палаты ключей были избраны в 12 избирательных округов, в каждом из которых выбирали двух членов нижней палаты Тинвальда. Раньше в избирательных округах выбиралось от одного до трёх депутатов. Избиратели имеют два непередаваемых голоса и могут проголосовать за двух кандидатов.

## Результаты
Среди всех кандидатов больше всех голосов получил независимый Александр Джон Аллинсон (2 946 голосов или 47,1 %), избранный депутатом в Рамси. Среди избранных депутатов меньше всего голосов получил независимый Кристофер Рой Робертшоу (487 голосов или 15,7 %), избранный в Восточном Дугласе. Самая высокая явка зафиксирована в округе Айр и Майкл (65,4 %), самая низкая в округе Восточный Дуглас (40,1 %).
| Партии                            | Партии                       | Партии                     | Лидер                   | Голоса | Голоса | Голоса | Места | Места |
| Партии                            | Партии                       | Партии                     | Лидер                   | Голоса | %      | ±п.п.  | Места | +/−   |
| --------------------------------- | ---------------------------- | -------------------------- | ----------------------- | ------ | ------ | ------ | ----- | ----- |
|                                   | Либеральная партия Мэна      | англ. Liberal Vannin Party | Кейт Бикрофт            | 3597   | 6,36   | ▼14,51 | 3     | ▬     |
|                                   | Мэнская лейбористская партия | англ. Manx Labour Party    |                         | 773    | 1,37   | ▼0,35  | 0     | ▬     |
|                                   | Независимые                  |                            |                         | 52 202 | 92,28  | ▲13,15 | 21    | ▬     |
|                                   |                              |                            |                         |        |        |        |       |       |
| Всего                             | Всего                        | Всего                      | Всего                   | 31 757 | 100,00 |        | 350   | —     |
| Недействительные голоса           | Недействительные голоса      | Недействительные голоса    | Недействительные голоса | 122    | 0,38   | —      |       |       |
| Зарегистрировано / Явка           | Зарегистрировано / Явка      | Зарегистрировано / Явка    | Зарегистрировано / Явка | 59 963 | 52,96  | —      |       |       |
|                                   |                              |                            |                         |        |        |        |       |       |
| Source: Правительство острова Мэн |                              |                            |                         |        |        |        |       |       |